# Damiano Caruso
Damiano Caruso (ur. 12 października 1987 w Ragusie) – włoski kolarz szosowy. Olimpijczyk (2016).
W 2012 został ukarany przez Włoski Narodowy Komitet Olimpijski wsteczną roczną dyskwalifikacją (liczoną od 6 października 2010 do 5 października 2011) za naruszenie przepisów antydopingowych w 2007 – wszystkie jego wyniki osiągnięte między październikiem 2010 a październikiem 2011 zostały anulowane.

## Osiągnięcia
Opracowano na podstawie:

2005
- 1. miejsce w 3Tre Bresciana
  - 1. miejsce na 2. etapie

2007
- 1. miejsce w klasyfikacji młodzieżowej Giro di Toscana

2008
- 1. miejsce w mistrzostwach Włoch U23 (start wspólny)

2009
- 1. miejsce na 2. etapie Giro Ciclistico d’Italia

2012
- 3. miejsce w Tour of Britain

2013
- 1. miejsce na 5. etapie Settimana Internazionale di Coppi e Bartali
- 3. miejsce w Tour of Alberta
- 1. miejsce w klasyfikacji górskiej Tour of Beijing

2014
- 3. miejsce w Österreich-Rundfahrt
- 9. miejsce w Vuelta a España

2015
- 8. miejsce w Giro d’Italia
- 1. miejsce na 9. etapie Tour de France (jazda drużynowa na czas)

2016
- 1. miejsce w klasyfikacji górskiej Vuelta a Andalucía
- 1. miejsce na 1. etapie Tirreno-Adriático (jazda drużynowa na czas)

2017
- 1. miejsce na 1. etapie Tirreno-Adriático (jazda drużynowa na czas)
- 2. miejsce w Tour de Suisse
- 1. miejsce na 1. etapie Vuelta a España (jazda drużynowa na czas)

2018
- 2. miejsce w Tirreno-Adriático
  - 1. miejsce na 1. etapie (jazda drużynowa na czas)
- 1. miejsce na 3. etapie Tour de France (jazda drużynowa na czas)
- 3. miejsce w mistrzostwach świata (jazda drużynowa na czas)

2020
- 1. miejsce w Circuito de Getxo
- 10. miejsce w Tour de France

2021
- 2. miejsce w Giro d’Italia
  - 1. miejsce na 20. etapie
- 1. miejsce na 9. etapie Vuelta a España

2022
- 1. miejsce w Giro di Sicilia
  - 1. miejsce w klasyfikacji punktowej
  - 1. miejsce na 2. i 4. etapie

2023
- 3. miejsce w Tour de Romandie
- 4. miejsce w Giro d’Italia

## Rankingi
| Rok              | 2007 | 2008 | 2009 | 2010 | 2011 | 2012 | 2013 | 2014 | 2015 | 2016 | 2017 | 2018 | 2019 | 2020 | 2021 | 2022 | 2023 | 2024 |
| ---------------- | ---- | ---- | ---- | ---- | ---- | ---- | ---- | ---- | ---- | ---- | ---- | ---- | ---- | ---- | ---- | ---- | ---- | ---- |
| UCI World Tour   |      |      |      |      | 173. | 210. | 154. | 87.  | 69.  | -    | 53.  | 50.  |      |      |      |      |      |      |
| World Ranking    |      |      |      |      |      |      |      |      |      | 202. | 68.  | 69.  | 422. | 92.  | 37.  | 70.  | 42.  | 441. |
| UCI Europe Tour  | 645. | 667. | 424. | 163. |      |      |      |      |      | 462. | 380. | 581. | 335. | 77.  | 33.  | 58.  | 37.  | -    |
| UCI America Tour | -    | -    | -    | -    |      |      |      |      |      | 356. | -    | -    |      |      |      |      |      |      |
|                  |      |      |      |      |      |      |      |      |      |      |      |      |      |      |      |      |      |      |
| Źródło: UCI      |      |      |      |      |      |      |      |      |      |      |      |      |      |      |      |      |      |      |